# James Chadwick
Sir James Chadwick CH (Manchester, Anglaterra 1891 - Cambridge 1974) va ser un físic anglès que va ser guardonat amb el Premi Nobel de Física l'any 1935 pel seu descobriment del neutró el 1932. El 1941, va escriure l'esborrany final de l’Informe MAUD, que va inspirar el govern dels Estats Units a començar seriosos esforços de recerca de la bomba atòmica. Va ser el cap de l'equip britànic que va treballar en el Projecte Manhattan durant la Segona Guerra Mundial. Va ser nomenat cavaller a Gran Bretanya el 1945 pels seus èxits en física.
Chadwick es va graduar a la Universitat Victoria de Manchester el 1911, on va estudiar amb Ernest Rutherford (conegut com el pare de la física nuclear). A Manchester, va continuar estudiant amb Rutherford fins que se li va concedir el màster el 1913. El mateix any, Chadwick va rebre una beca de recerca de 1851 de la Comissió Reial per a l'Exposició de 1851. Va optar per estudiar la radiació beta amb Hans Geiger a Berlín. Utilitzant el comptador Geiger desenvolupat recentment de Geiger, Chadwick va poder demostrar que la radiació beta produïa un espectre continu, i no línies discretes com s'havia pensat. Encara a Alemanya quan va esclatar la Primera Guerra Mundial a Europa, va passar els quatre anys següents al camp d'internament de Ruhleben.
Després de la guerra, Chadwick va seguir a Rutherford al Laboratori Cavendish de la Universitat de Cambridge, on Chadwick va obtenir el seu títol de Doctor en Filosofia sota la supervisió de Rutherford a Gonville i Caius College, Cambridge, el juny de 1921. Va ser el subdirector d'investigació de Rutherford al Laboratori Cavendish durant més d'una dècada, en una època en què era un dels centres més importants del món per a l'estudi de la física, atraient estudiants com John Cockcroft, Norman Feather i Mark Oliphant. Chadwick va seguir el seu descobriment del neutró mesurant la seva massa. Va anticipar que els neutrons es convertirien en una arma important en la lluita contra el càncer. Chadwick va abandonar el laboratori Cavendish el 1935 per fer-se professor de física a la Universitat de Liverpool, on va revisar un laboratori antiquat i, amb la instal·lació d'un ciclotró, el va convertir en un centre important per a l'estudi de la física nuclear.
Durant la Segona Guerra Mundial, Chadwick va dur a terme investigacions com a part del projecte Tube Alloys per construir una bomba atòmica, mentre que el seu laboratori de Manchester i els voltants van ser assetjats pels bombardejos de la Luftwaffe. Quan l’Acord del Quebec va fusionar el seu projecte amb el Projecte Manhattan americà, va passar a formar part de la Missió Britànica, i va treballar al Laboratori de Los Alamos i a Washington, DC. Va sorprendre a tothom guanyant-se la confiança gairebé total de la directora del projecte Leslie R. Groves Jr. Pels seus esforços, Chadwick va rebre el títol de cavaller als Honors d'Any Nou l'1 de gener de 1945. El juliol de 1945, va veure la prova nuclear de Trinity. Després d'això, va exercir com a assessor científic britànic de la Comissió d'Energia Atòmica de les Nacions Unides. Incòmode amb la tendència cap a Big Science, es va convertir en el mestre de Gonville i Caius College el 1948. Es va jubilar el 1959.

## Biografia

### Educació i primers anys
James Chadwick va néixer a Bollington, Cheshire, el 20 d'octubre de 1891,  el primer fill de John Joseph Chadwick, un filador de cotó, i d'Anne Mary Knowles, una criada domèstica. Va rebre el nom de James en honor al seu avi patern. El 1895, els seus pares es van traslladar a Manchester, deixant-lo a càrrec dels seus avis materns. Va anar a l'escola primària de Bollington Cross i se li va oferir una beca a la Manchester Grammar School, que la seva família va haver de rebutjar perquè no es podien permetre les petites taxes que encara s'havien de pagar. En comptes d'això, va assistir a la Central Grammar School for Boys de Manchester, on es va reunir amb els seus pares. Ara tenia dos germans petits, en Harry i en Hubert; una germana havia mort en la infància. Als 16 anys, es va presentar a dues oposicions per a les beques universitàries, i les va guanyar totes dues.
Chadwick va optar per assistir a la Universitat Victoria de Manchester, a la qual va entrar el 1908. Pretenia estudiar matemàtiques, però es va matricular en física per error. Com la majoria dels estudiants, vivia a casa, caminant les 4 milles fins a la universitat i tornada cada dia. Al final del seu primer any, se li va concedir una beca Heginbottom per estudiar física. El departament de física estava dirigit per Ernest Rutherford, que va assignar projectes d'investigació als estudiants d'últim any, i va donar instruccions a Chadwick que dissenyés un mitjà per comparar la quantitat d'energia radioactiva de dues fonts diferents. La idea era que es poguessin mesurar en funció de l'activitat d’1 g de radi, una unitat de mesura que es coneixeria com a curie. L'enfocament suggerit per Rutherford no era viable, cosa que Chadwick sabia però que tenia por de dir-li a Rutherford, així que Chadwick va continuar i finalment va idear el mètode necessari. Els resultats es van convertir en el primer article de Chadwick, que, en coautor amb Rutherford, es va publicar el 1912. Es va graduar amb honors de primera classe el 1911.
Després d'haver ideat un mitjà per mesurar la radiació gamma, Chadwick va procedir a mesurar l'absorció de raigs gamma per diversos gasos i líquids. Aquesta vegada el document resultant es va publicar només amb el seu nom. Va rebre el títol de Màster en Ciències (MSc) el 1912 i va ser nomenat Beyer Fellow. L'any següent se li va concedir una Beca de recerca de 1851, que li va permetre estudiar i investigar en una universitat de l'Europa continental.

### A Alemanya
El 1913 va optar per anar a la Physikalisch-Technische Reichsanstalt de Berlín, per estudiar la radiació beta amb Hans Geiger.  Utilitzant el comptador Geiger desenvolupat recentment de Geiger, que proporcionava més precisió que les tècniques fotogràfiques anteriors, va poder demostrar que la radiació beta no produïa línies discretes, com s'havia pensat anteriorment, sinó un espectre continu amb pics en determinades regions.     En una visita al laboratori de Geiger, a la Technische Hochschule de Berlín, avui dia Universitat Tècnica de Berlín, Albert Einstein va dir a Chadwick que: «Puc explicar qualsevol d'aquestes coses, però no puc explicar-les totes dues alhora». L'espectre continu continuaria sent un fenomen inexplicable durant molts anys.
Chadwick encara es trobava a Alemanya a l'inici de la Primera Guerra Mundial, i va ser arrestat i confinat al camp de concentració de Zivilgefangenenlager, prop de Berlín, on se li va permetre instal·lar un laboratori als estables i realitzar experiments científics amb materials improvisats com la pasta de dents radioactiva. Amb l'ajuda de Charles Drummond Ellis, va treballar en la ionització del fòsfor i la reacció fotoquímica del monòxid de carboni i el clor. Va ser alliberat després que l'armistici amb Alemanya entrés en vigor el novembre de 1918, i va tornar a casa dels seus pares a Manchester, on va escriure les seves troballes durant els quatre anys anteriors per als comissionats de l'Exposició de 1851.
Rutherford va donar a Chadwick una plaça de professor a temps parcial a Manchester, la qual cosa li va permetre continuar investigant. Va mirar la càrrega nuclear del platí, la plata i el coure i va trobar experimentalment que era el mateix que el nombre atòmic amb un error inferior a l'1,5%. L'abril de 1919, Rutherford es va convertir en director del Laboratori Cavendish de la Universitat de Cambridge, i Chadwick s'hi va unir uns mesos més tard. Chadwick va rebre una beca Clerk-Maxwell el 1920 i es va matricular com a estudiant de Doctor en Filosofia (PhD) al Gonville and Caius College, Cambridge. La primera meitat de la seva tesi va ser el seu treball amb els nombres atòmics. En el segon, va mirar les forces dins del nucli. El seu títol va ser atorgat el juny de 1921. Al novembre, es va convertir en membre del Gonville and Caius College.

## Investigador

### Cambridge
La beca Clerk-Maxwell de Chadwick va expirar el 1923, i el va succeir el físic rus Piotr Leonídovitx Kapitsa. El president del Consell Assessor del Departament d'Investigació Científica i Industrial, Sir William McCormick, va fer que Chadwick es convertís en el subdirector d'investigació de Rutherford. En aquest paper, Chadwick va ajudar a Rutherford a seleccionar estudiants de doctorat. Durant els següents anys, aquests inclourien John Cockcroft, Norman Feather i Mark Oliphant, que es convertirien en ferms amics de Chadwick. Com que molts estudiants no tenien ni idea del que volien investigar, Rutherford i Chadwick van suggerir temes. Chadwick va editar tots els articles produïts pel laboratori.

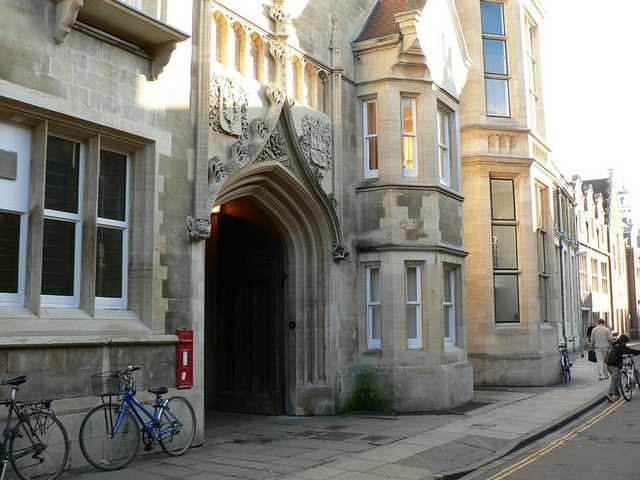
L'edifici original del Laboratori Cavendish va ser el lloc d'alguns dels grans descobriments de la física. Va ser fundada l'any 1874 pel duc de Devonshire (el cognom del qual era Cavendish), i el seu primer professor va ser James Clerk Maxwell. Des de llavors, el laboratori és va traslladar a West Cambridge.

El 1925, Chadwick va conèixer Ileen Stewart-Brown, la filla d'un corredor de borsa de Liverpool. Els dos es van casar l'agost de 1925, amb Kapitza de testimoni. La parella va tenir dues filles bessones, Joanna i Judith, que van néixer el febrer de 1927.
En la seva investigació, Chadwick va continuar investigant el nucli. El 1925, el concepte de spin havia permès als físics explicar l'efecte Zeeman, però també va crear anomalies inexplicables. Aleshores es creia que el nucli estava format per protons i electrons, de manera que es suposava que el nucli del nitrogen, per exemple, amb un nombre de massa de 14, contenia 14 protons i 7 electrons. Això li va donar la massa i la càrrega adequades, però el gir incorrecte.
En una conferència a Cambridge sobre partícules beta i raigs gamma el 1928, Chadwick va tornar a conèixer Geiger. Geiger havia portat amb ell un nou model del seu comptador Geiger, que havia estat millorat pel seu estudiant postdoctoral Walther Müller. Chadwick no n'havia utilitzat cap des de la guerra, i el nou comptador Geiger-Müller era potencialment una millora important respecte a les tècniques de centelleig que s'utilitzaven llavors a Cambridge, que es basaven en l'ull humà com a l'observació. El principal inconvenient va ser que detectava radiació alfa, beta i gamma, i el radi, que el laboratori Cavendish utilitzava normalment en els seus experiments, emetia les tres i, per tant, no era adequat per al que Chadwick tenia en ment. Tanmateix, el poloni és un emissor alfa, i Lise Meitner va enviar a Chadwick unes 2 mil·lícuries (aproximadament 0,5 µg) d’Alemanya. 
A Alemanya, Walther Bothe i el seu alumne Herber havien utilitzat poloni per bombardejar el beril·li amb partícules alfa, produint una forma inusual de radiació. Chadwick va fer que l'estudiós de l'Exposició australià de 1851, Hugh Webster, dupliqués els seus resultats. Per a Chadwick, això era l'evidència d'una cosa que ell i Rutherford havien estat plantejant durant anys: el neutró, una partícula nuclear teòrica sense càrrega elèctrica. Aleshores, el gener de 1932, Feather va cridar l'atenció de Chadwick sobre un altre resultat sorprenent. Frédéric i Irène Joliot-Curie havien aconseguit treure protons de la cera de parafina utilitzant poloni i beril·li com a font del que pensaven que era radiació gamma. Rutherford i Chadwick no estaven d'acord; els protons eren massa pesats per a això. Però els neutrons només necessitarien una petita quantitat d'energia per aconseguir el mateix efecte. A Roma, Ettore Majorana va arribar a la mateixa conclusió: els Joliot-Curies havien descobert el neutró però no ho sabien.

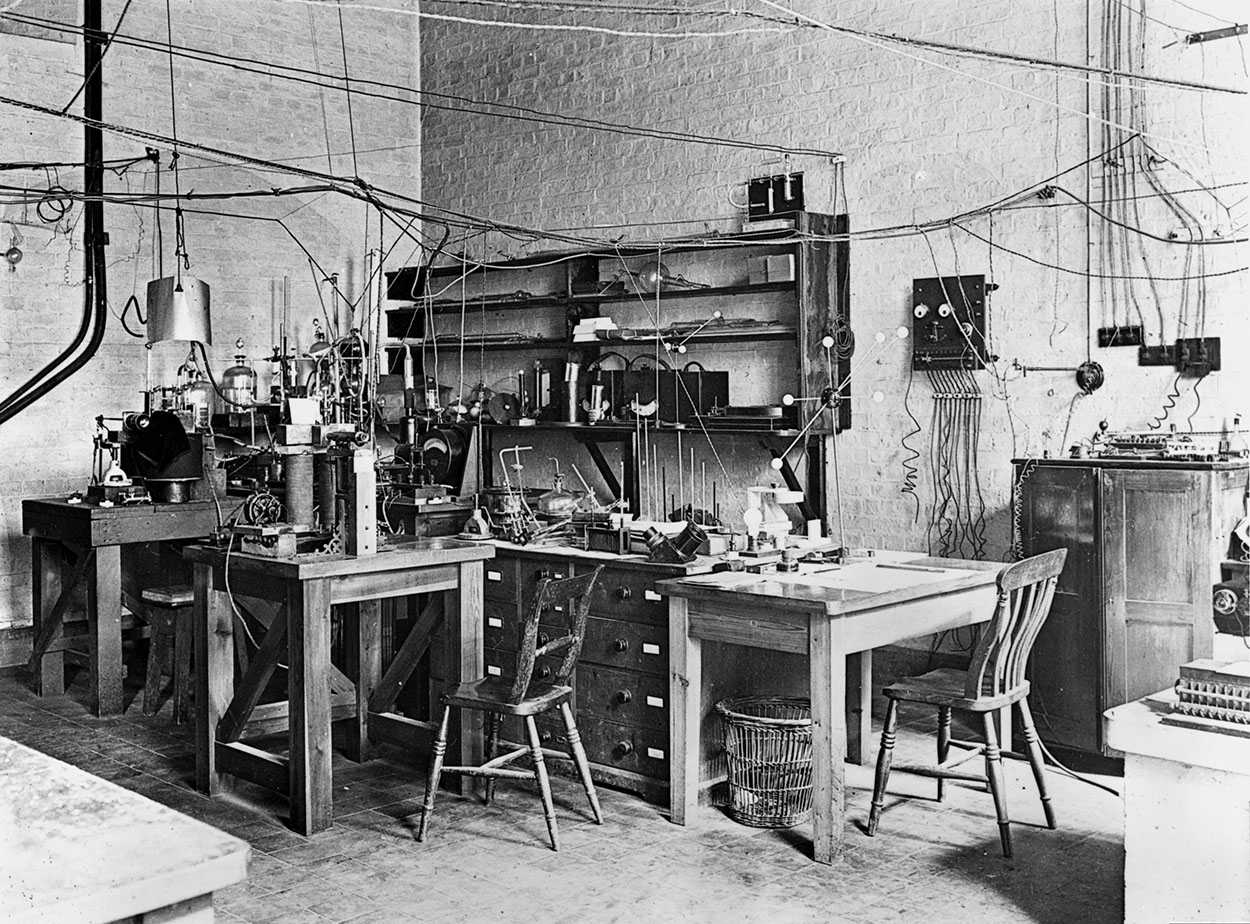
Laboratori de Sir Ernest Rutherford

Chadwick va abandonar totes les seves altres responsabilitats per concentrar-se a provar l'existència del neutró, assistit per Feather i treballant amb freqüència a la nit. Va idear un aparell senzill que consistia en un cilindre que contenia una font de poloni i un objectiu de beril·li. La radiació resultant es podria dirigir a un material com la cera de parafina. Les partícules desplaçades, que eren protons, anirien a una petita cambra d'ionització on es podrien detectar amb un oscil·loscopi. Al febrer de 1932, després d'unes dues setmanes d'experimentació amb neutrons, Chadwick va enviar una carta a Nature titulada Possible existència d'un neutró. Va comunicar les seves troballes amb detall en un article enviat a Proceedings of the Royal Society A titulat The Existence of a Neutron al maig.  El seu descobriment del neutró va ser una fita en la comprensió del nucli. Llegint l'article de Chadwick, Robert Bacher i Edward Condon es van adonar que les anomalies de la teoria actual, com el gir del nitrogen, es resoldrien si el neutró té un gir d'1/2 i que un nucli de nitrogen constava de set protons i set neutrons.
Els físics teòrics Niels Bohr i Werner Heisenberg van considerar si el neutró podria ser una partícula nuclear fonamental com el protó i l'electró, en lloc d'un parell protó-electró.    Heisenberg va demostrar que el neutró es va descriure millor com una nova partícula nuclear,  però la seva naturalesa exacta no va quedar clara. A la seva Conferència Bakerian de 1933, Chadwick va estimar que un neutró tenia una massa d'aproximadament 1,0067 u. Com que un protó i un electró tenien una massa combinada de 1,0078 u, això implicava que el neutró com a compost protó-electró tenia una energia d'unió d'uns 2 MeV, que sonava raonable, encara que era difícil d'entendre com una partícula amb tan poca energia d'enllaç podia ser estable. No obstant això, estimar una diferència de massa tan petita va requerir mesures precises difícils i es van obtenir diversos resultats contradictoris el 1933–4. En bombardejar el bor amb partícules alfa, Frédéric i Irène Joliot-Curie van obtenir un gran valor per a la massa d'un neutró, però l'equip d’Ernest Lawrence a la Universitat de Califòrnia en va produir un de petit. Aleshores Maurice Goldhaber, un refugiat de l'Alemanya nazi i un estudiant graduat al Laboratori Cavendish, va suggerir a Chadwick que els deuterons podrien ser fotodesintegrats pels raigs gamma de 2,6 MeV de 208 Tl (llavors coneguts com a tori C):
A partir d'aquest procés es podria determinar un valor precís de la massa del neutró. Chadwick i Goldhaber van provar això i van trobar que funcionava.   Van mesurar l'energia cinètica del protó produït com a 1,05 MeV, deixant la massa del neutró com la incògnita de l'equació. Chadwick i Goldhaber van calcular que eren 1,0084 o 1,0090 unitats atòmiques, depenent dels valors utilitzats per a les masses del protó i el deuteró.  (El valor acceptat modern per a la massa del neutró és 1,00866 u.) La massa del neutró era massa gran per ser un parell protó-electró.
Pel seu descobriment del neutró, Chadwick va rebre la Medalla Hughes de la Royal Society el 1932, el Premi Nobel de Física el 1935, la Medalla Copley el 1950 i la Medalla Franklin el 1951. El seu descobriment del neutró va permetre produir elements més pesats que l'urani al laboratori mitjançant la captura de neutrons lents seguits de la desintegració beta. A diferència de les partícules alfa carregades positivament, que són repel·lides per les forces elèctriques presents en els nuclis d'altres àtoms, els neutrons no necessiten superar cap barrera de Coulomb i, per tant, poden penetrar i entrar als nuclis fins i tot dels elements més pesats com l'urani. Això va inspirar a Enrico Fermi a investigar les reaccions nuclears provocades per col·lisions de nuclis amb neutrons lents, treball pel qual Fermi rebria el Premi Nobel el 1938.
Wolfgang Pauli va proposar un altre tipus de partícula el 4 de desembre de 1930 per explicar l'espectre continu de radiació beta que Chadwick havia informat el 1914. Com que no es podia explicar tota l'energia de la radiació beta, semblava que s'havia violat la llei de conservació de l'energia, però Pauli va argumentar que això es podria corregir si hi hagués una altra partícula no descoberta. Pauli també va anomenar aquesta partícula neutró, però clarament no era la mateixa partícula que el neutró de Chadwick. Fermi el va canviar el nom de neutrino, italià per petit neutró. El 1934, Fermi va proposar la seva teoria de la desintegració beta que explicava que els electrons emesos des del nucli es van crear per la desintegració d'un neutró en un protó, un electró i un neutrino.  El neutrin podria explicar l'energia que faltava, però una partícula amb poca massa i sense càrrega elèctrica era difícil d'observar. Rudolf Peierls i Hans Bethe van calcular que els neutrins podien passar fàcilment a través de la Terra, de manera que les possibilitats de detectar-los eren escasses. Frederick Reines i Clyde Cowan confirmarien el neutrins el 14 de juny de 1956 col·locant un detector dins d'un gran flux antineutrí d'un reactor nuclear proper.

### Liverpool
Amb l'inici de la Gran Depressió al Regne Unit, el govern es va fer més parsimoniós amb el finançament de la ciència. Al mateix temps, la recent invenció de Lawrence, el ciclotró, prometia revolucionar la física nuclear experimental, i Chadwick va pensar que el laboratori Cavendish es quedaria enrere si no n'adquirís també un. Per tant, es va irritar amb Rutherford, que es va aferrar a la creença que encara es podia fer una bona física nuclear sense equipaments grans i cars, i va rebutjar la sol·licitud d'un ciclotró.

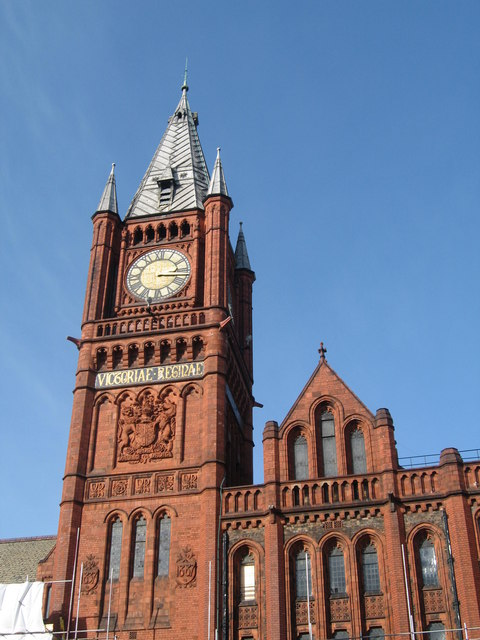
Edifici Victoria de Maó vermell a la Universitat de Liverpool

Chadwick va ser ell mateix un crític de Big Science en general, i de Lawrence en particular, l'enfocament del qual considerava descuidat i es va centrar en la tecnologia a costa de la ciència. Quan Lawrence va postular l'existència d'una partícula nova i fins ara desconeguda que va afirmar que era una possible font d'energia il·limitada a la Conferència de Solvay el 1933, Chadwick va respondre que els resultats eren més probables atribuïbles a la contaminació de l'equip. Mentre Lawrence va tornar a comprovar els seus resultats a Berkeley només per trobar que Chadwick era correcte, Rutherford i Oliphant van dur a terme una investigació al Cavendish que va trobar que el deuteri es fusiona per formar Heli 3, i així va provocar l'efecte que Lawrence havia observat. Aquest va ser un altre descobriment important, però l'accelerador de partícules Oliphant-Rutherford era un equip d'última generació car.
El març de 1935, Chadwick va rebre una oferta de la Càtedra Lyon Jones de física a la Universitat de Liverpool, a la ciutat natal de la seva dona, per succeir a Lionel Wilberforce. El laboratori estava tan antiquat que encara funcionava amb electricitat de corrent continu, però Chadwick va aprofitar l'oportunitat, assumint la càtedra l'1 d'octubre de 1935. El prestigi de la universitat aviat es va veure reforçat pel Premi Nobel de Chadwick, que es va anunciar el novembre de 1935. La seva medalla es va vendre a una subhasta el 2014 per 329.000 dòlars.
Chadwick es va dedicar a adquirir un ciclotró per a Liverpool. Va començar gastant 700 lliures per reformar els antics laboratoris de Liverpool, de manera que alguns components es podien fabricar a casa. Va poder persuadir la universitat perquè proporcionés 2.000 lliures i va obtenir una subvenció per altres 2.000 lliures de la Royal Society. Per construir el seu ciclotró, Chadwick va portar dos joves experts, Bernard Kinsey i Harold Walke, que havien treballat amb Lawrence a la Universitat de Califòrnia. Un fabricant local de cables va donar el conductor de coure per a les bobines. L'imant de 50 tones del ciclotró va ser fabricat a Trafford Park per Metropolitan-Vickers, que també va fer la cambra de buit. El ciclotró es va instal·lar i funcionar completament el juliol de 1939. El cost total de 5.184 £ era més del que Chadwick havia rebut de la universitat i la Royal Society, de manera que Chadwick va pagar la resta amb les seves 8.243 £ del Premi Nobel.
A Liverpool, les facultats de Medicina i Ciències van col·laborar estretament. Chadwick era automàticament membre del comitè d'ambdues facultats, i el 1938 va ser nomenat membre d'una comissió encapçalada per Lord Derby per investigar els arranjaments per al tractament del càncer a Liverpool. Chadwick va anticipar que els neutrons i els isòtops radioactius produïts amb el ciclotró de 37 polzades es podrien utilitzar per estudiar processos bioquímics i es podrien convertir en una arma en la lluita contra el càncer.

## Segona Guerra Mundial

### Tube Alloys i l'informe MAUD
A Alemanya, Otto Hahn i Fritz Strassmann van bombardejar l'urani amb neutrons i van assenyalar que el bari, un element més lleuger, es trobava entre els productes produïts. Fins ara, el procés només s'havia produït elements iguals o més pesats. El gener de 1939, Meitner i el seu nebot Otto Frisch van sorprendre la comunitat física amb un article que explicava aquest resultat. Van teorizar que els àtoms d'urani bombardejats amb neutrons es poden trencar en dos fragments aproximadament iguals, un procés que van anomenar fissió. Van calcular que això donaria lloc a l'alliberament d'uns 200 MeV, la qual cosa implicava un alliberament d'energia ordres de magnitud superior a les reaccions químiques, i Frisch va confirmar la seva teoria experimentalment. Hahn va notar aviat que si s'alliberaven neutrons durant la fissió, llavors una reacció en cadena era possible. Científics francesos, Pierre Joliot, Hans von Halban i Lew Kowarski, aviat van comprovar que més d'un neutró era efectivament emès per fissió. En un article escrit conjuntament amb el físic nord-americà John Wheeler, Bohr va teoritzar que la fissió era més probable que es produís a l'isòtop d'urani-235, que només constituïa el 0,7% de l'urani natural.

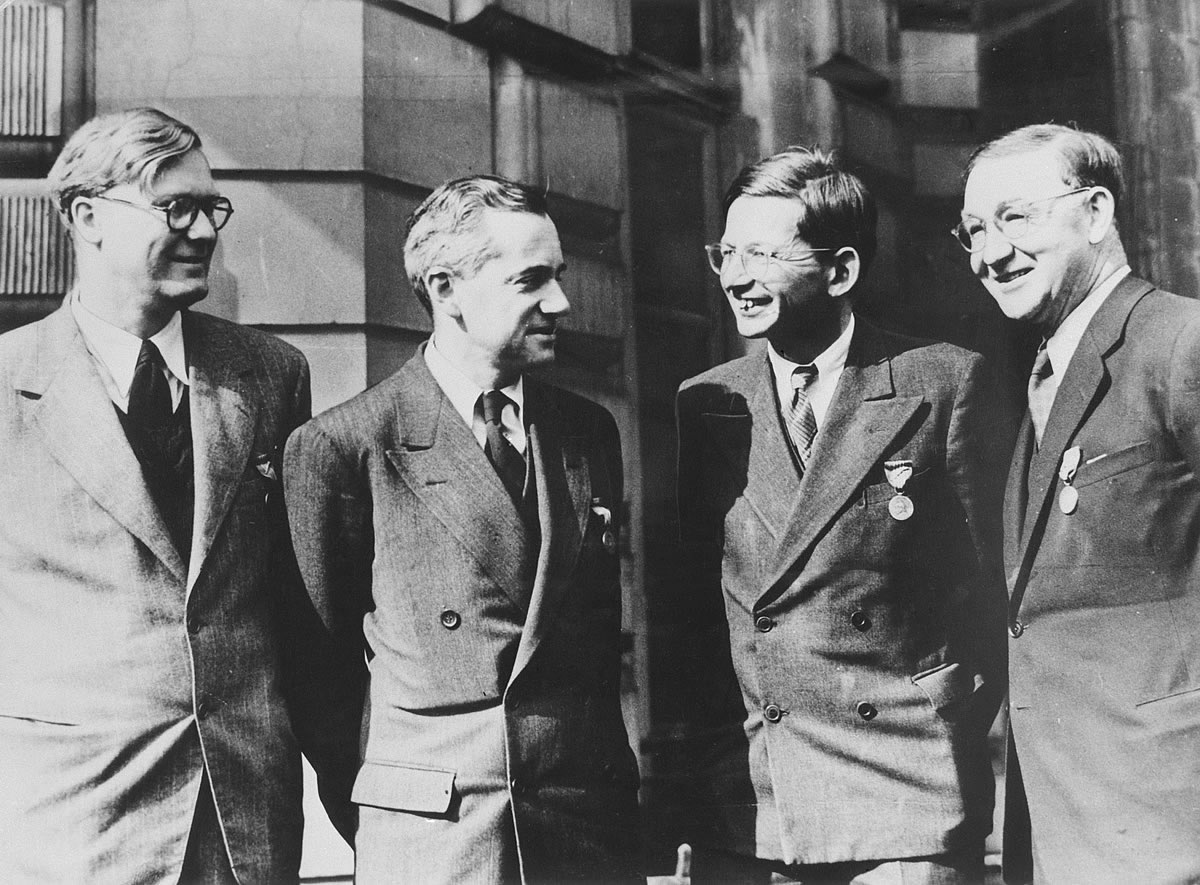
Físics britànics clau. D'esquerra a dreta: William Penney, Otto Robert Frisch, Rudolf Peierls i John Cockcroft. Porten la Medalla Americana de la Llibertat.

Chadwick no creia que hi hagués cap possibilitat d'una altra guerra amb Alemanya el 1939, i es va emportar a la seva família de vacances en un llac remot al nord de Suècia. La notícia de l'esclat de la Segona Guerra Mundial, doncs, va sorprendre. Decidit a no passar una altra guerra en un camp d'internament, Chadwick es va dirigir a Estocolm tan ràpid com va poder, però quan va arribar-hi amb la seva família, va trobar que tot el trànsit aeri entre Estocolm i Londres havia quedat suspès. Van tornar a Anglaterra en un vaixell de vapor. Quan va arribar a Liverpool, Chadwick va trobar que Joseph Rotblat, un becari postdoctoral polonès que havia vingut a treballar amb el ciclotró, estava ara indigent, ja que el van tallar els fons de Polònia. Chadwick va contractar ràpidament a Rotblat com a professor, malgrat el seu pobre coneixement de l'anglès.
L'octubre de 1939, Chadwick va rebre una carta de Sir Edward Appleton, el secretari del Departament d'Investigació Científica i Industrial, demanant la seva opinió sobre la viabilitat d'una bomba atòmica. Chadwick va respondre amb cautela. No va descartar la possibilitat, sinó que va repassar acuradament les moltes dificultats teòriques i pràctiques implicades. Chadwick va decidir investigar més les propietats de l'òxid d'urani amb Rotblat. El març de 1940, Otto Frisch i Rudolf Peierls de la Universitat de Birmingham van tornar a examinar els problemes teòrics implicats en un article que es va conèixer com el memoràndum Frisch-Peierls. En lloc de mirar l'òxid d'urani no enriquit, van considerar què passaria amb una esfera d'urani-235 pur i van trobar que no només es podia produir una reacció en cadena, sinó que podria requerir tan sols 1 kg d'urani-235, i alliberar l'energia de tones de dinamita.

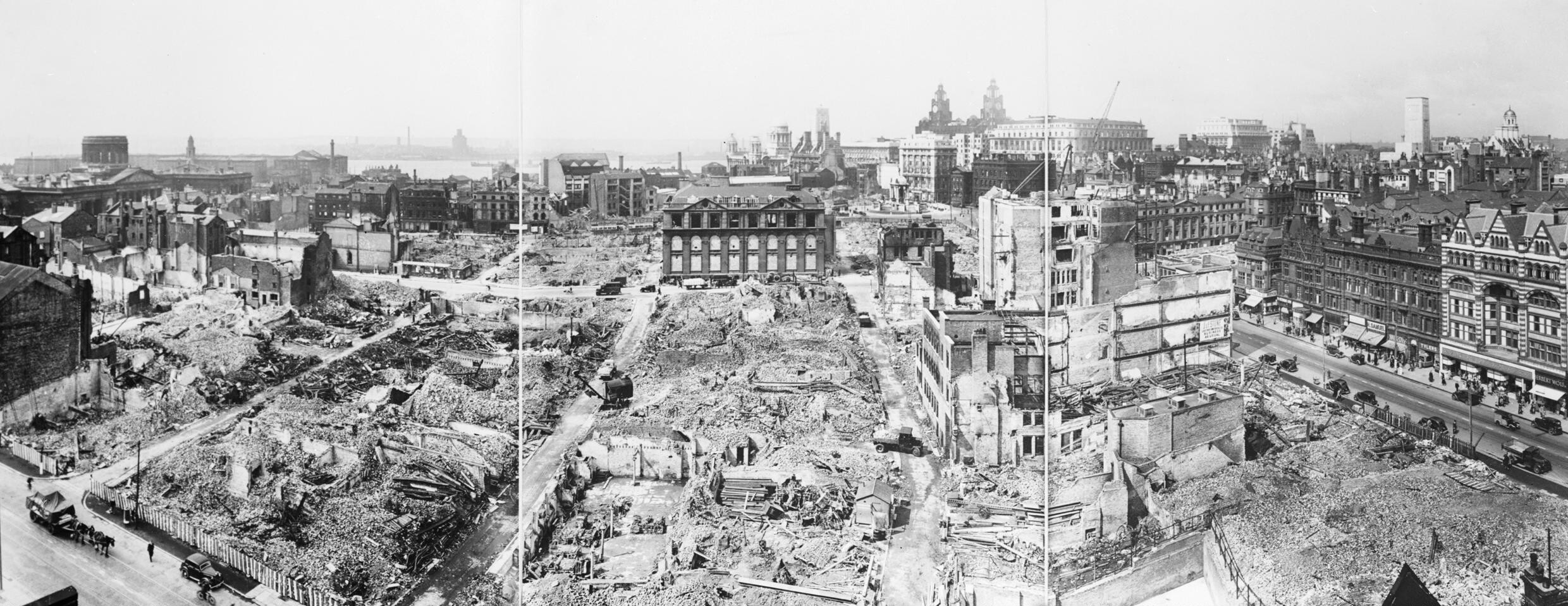
Part de Liverpool devastada pel Blitz

Es va crear un subcomitè especial del Comitè per a l'Enquesta Científica de la Guerra Aèria (CSSAW), conegut com a Comitè MAUD, per investigar més a fons l'assumpte. Va ser presidit per Sir George Thomson i els seus membres originals incloïen Chadwick, juntament amb Mark Oliphant, John Cockcroft i Philip Moon. Mentre que altres equips investigaven les tècniques d'enriquiment d'urani, l'equip de Chadwick a Liverpool es va concentrar a determinar la secció transversal nuclear de l'urani-235. A l'abril de 1941, s'havia confirmat experimentalment que la massa crítica d'urani-235 podria ser 8 kg o menys. La seva investigació sobre aquests temes es va complicar pels bombardejos gairebé incessants de la Luftwaffe als voltants del seu laboratori de Liverpool; les finestres es van bufar amb tanta freqüència que van ser substituïdes per cartró.
El juliol de 1941, Chadwick va ser escollit per escriure l'esborrany final de l'informe MAUD, que, quan Vannevar Bush va presentar al president Franklin D. Roosevelt l'octubre de 1941, va inspirar el govern dels EUA a invertir milions de dòlars en la recerca d'una bomba atòmica. Quan George B. Pegram i Harold Urey van visitar Gran Bretanya per veure com anava el projecte, ara conegut com Tube Alloys, Chadwick va poder dir-los: «M'agradaria poder dir-vos que la bomba no és. vaig a treballar, però estic segur al 90% que ho farà».
En un llibre recent sobre el projecte Bomb, Graham Farmelo va escriure que «Chadwick va fer més que qualsevol altre científic per donar a Churchill la bomba... Chadwick va ser provat gairebé fins al punt de ruptura». Tan preocupat que no podia dormir, Chadwick va recórrer a pastilles per dormir, que va continuar prenent durant la majoria dels anys que li quedaven. Chadwick va dir més tard que es va adonar que una bomba nuclear no només era possible, sinó que era inevitable. Tard o d'hora aquestes idees no podrien ser pròpies. Tothom pensaria en elles aviat, i algun país les posaria en acció. Sir Hermann Bondi va suggerir que va ser una sort que Chadwick, no Rutherford, fos el doyen de la física del Regne Unit en aquell moment, ja que el prestigi d'aquest últim podria haver dominat l'interès de Chadwick per esperar les perspectives de la bomba.

### Projecte Manhattan

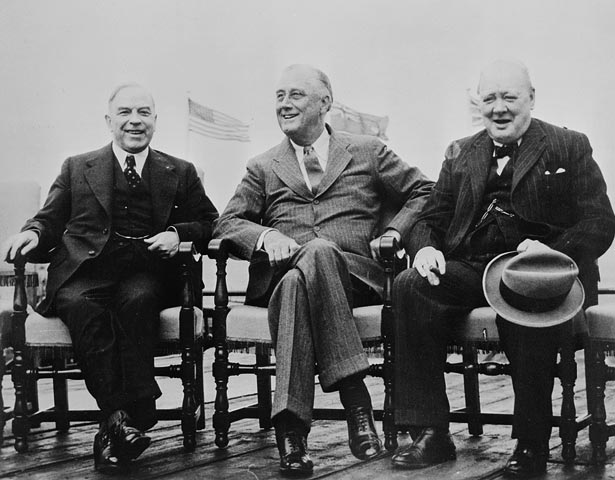
Mackenzie King, Franklin D. Roosevelt i Winston Churchill a la primera Conferència de Quebec el 1943

A causa del perill del bombardeig aeri, els Chadwick van enviar els seus bessons al Canadà com a part d'un pla d'evacuació del govern. Chadwick es va mostrar reticent a traslladar Tube Alloys allà, creient que el Regne Unit era una millor ubicació per a la planta de separació d'isòtops. L'enorme abast de l'esforç es va fer més evident l'any 1942: fins i tot una planta de separació pilot costaria més d'un milió de lliures i esforçaria els recursos britànics, per no dir una planta a gran escala, que es calculava que costaria al voltant de les 25 lliures esterlines. milions. S'hauria de construir a Amèrica. Al mateix temps que els britànics es van convèncer que era necessari un projecte conjunt, el progrés del projecte Manhattan nord-americà va ser tal que la cooperació britànica semblava menys essencial, tot i que els nord-americans encara estaven ansiosos d'utilitzar els talents de Chadwick.
La qüestió de la cooperació s'havia d'abordar al més alt nivell. El setembre de 1943, el primer ministre, Winston Churchill, i el president Roosevelt van negociar l’Acord del Quebec, que va restablir la cooperació entre Gran Bretanya, Estats Units i Canadà. Chadwick, Oliphant, Peierls i Simon van ser convocats als Estats Units pel director de Tube Alloys, Sir Wallace Akers, per treballar amb el Projecte Manhattan. L'Acord del Quebec va establir un nou comitè de polítiques combinades per dirigir el projecte conjunt. Als nord-americans no els agradava Akers, de manera que Chadwick va ser nomenat assessor tècnic del Comitè de Política Combinada i cap de la missió britànica.
Deixant a Rotblat al capdavant a Liverpool, Chadwick va començar un recorregut per les instal·lacions del Projecte Manhattan el novembre de 1943, excepte pel lloc de Hanford on es produïa plutoni, que no se li va permetre veure. Es va convertir en l'únic home, a part de Groves i el seu segon al comandament, a tenir accés a totes les instal·lacions americanes de recerca i producció de la bomba d'urani. En observar el treball a la instal·lació de difusió gasosa K-25 a Oak Ridge, Tennessee, Chadwick es va adonar de com s'havia equivocat a l'hora de construir la planta a la Gran Bretanya en temps de guerra. L'enorme estructura mai podria haver estat oculta a la Luftwaffe. A principis de 1944, es va traslladar a Los Alamos, Nou Mèxic, amb la seva dona i els seus bessons, que ara parlaven amb accents canadencs. Per motius de seguretat, se li va donar el nom de portada de James Chaffee.

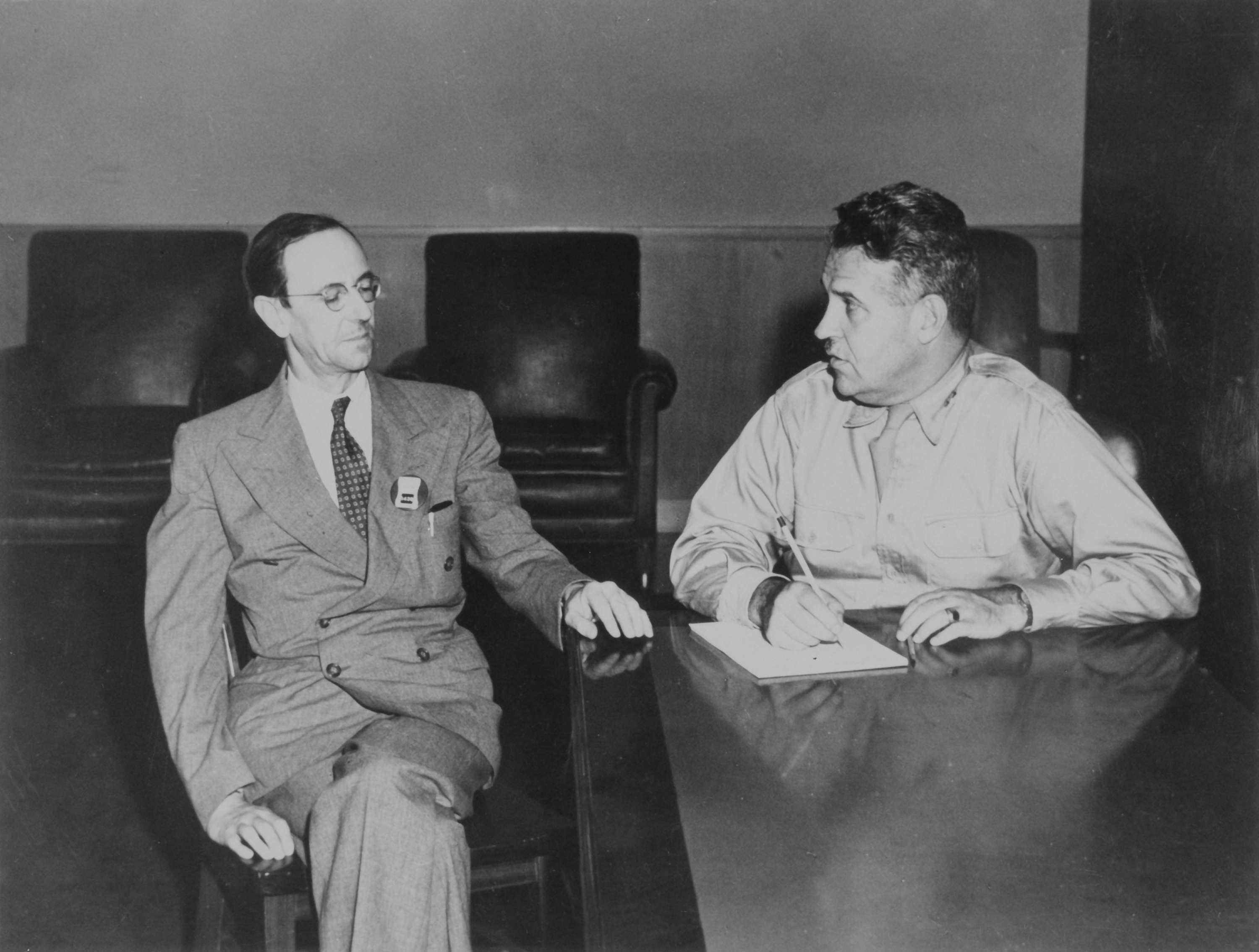
Chadwick (esquerra) amb el major general Leslie R. Groves, Jr., el director del Projecte Manhattan

Chadwick va acceptar que els nord-americans no necessitaven ajuda britànica, però que encara podria ser útil per portar el projecte a una conclusió primerenca i exitosa. Treballant estretament amb el director del Projecte Manhattan, el major general Leslie R. Groves, Jr., va intentar fer tot el possible per donar suport a l'esforç. També es va esforçar per col·locar científics britànics en tantes parts del projecte com fos possible per facilitar un projecte d'armes nuclears britàniques de postguerra al qual Chadwick estava compromès. Les sol·licituds de Groves a través de Chadwick per a científics concrets acostumaven a rebre un rebuig immediat per part de l'empresa, el ministeri o la universitat que els empra actualment, només per ser superades per la prioritat primordial concedida a Tube Alloys. Com a resultat, l'equip britànic va ser fonamental per a l'èxit del projecte.
Encara que tenia més coneixement del projecte que ningú de Gran Bretanya,  Chadwick no tenia accés al lloc de Hanford. A Lord Portal se li va oferir una visita per Hanford el 1946. Aquesta va ser l'única planta a la qual se li havia denegat l'accés a Chadwick en temps de guerra, i ara li va preguntar a Groves si podia acompanyar Portal. Groves va respondre que sí, però si ho feia aleshores. Pels seus esforços, Chadwick va rebre el títol de cavaller als Honors d'Any Nou l'1 de gener de 1945. Considera que això és un reconeixement a la feina de tot el projecte Tube Alloys.
A principis de 1945, Chadwick passava la major part del seu temps a Washington, DC, i la seva família es va traslladar de Los Alamos a una casa al Dupont Circle de Washington l'abril de 1945. Va estar present a la reunió del Comitè de Política Combinada el 4 de juliol, quan el mariscal de camp Sir Henry Maitland Wilson va donar l'acord de Gran Bretanya per utilitzar la bomba atòmica contra Japó, i a la prova nuclear de Trinity el 16 de juliol, quan es va produir la primera bomba atòmica. va ser detonat. Dins de la seva fossa hi havia un iniciador de neutrons modulats amb poloni-beril·li, un desenvolupament de la tècnica que Chadwick havia utilitzat per descobrir el neutró més d'una dècada abans. William L. Laurence, reporter del The New York Times adscrit al Projecte Manhattan, va escriure que «mai abans en la història cap home havia viscut per veure materialitzar el seu propi descobriment amb un efecte tan revelador sobre el destí de l'home».

## Vida posterior
Poc després d'acabar la guerra, Chadwick va ser nomenat membre del Comitè Assessor d'Energia Atòmica (ACAE). També va ser nomenat assessor científic britànic de la Comissió d'Energia Atòmica de les Nacions Unides. Va enfrontar-se amb el membre de l'ACAE Patrick Blackett, que no estava d'acord amb la convicció de Chadwick que Gran Bretanya necessitava adquirir les seves pròpies armes nuclears; però va ser la posició de Chadwick la que finalment es va adoptar. Va tornar a Gran Bretanya l'any 1946, per trobar un país encara assetjat pel racionament i l'escassetat de guerra.
En aquest moment, Sir James Mountford, el vicerector de la Universitat de Liverpool, va escriure al seu diari mai no havia vist un home tan cansat físicament, mentalment i espiritualment com Chadwick, perquè havia sondejat tanta profunditat de la decisió moral, ja que els homes més afortunats mai són cridats ni tan sols a mirar-hi... [i va patir]... agonies gairebé insuportables de responsabilitat derivades del seu treball científic.
El 1948, Chadwick va acceptar una oferta per fer-se el mestre de Gonville i Caius College. El treball era prestigiós però mal definit; el mestre era el cap titular del col·legi, però l'autoritat residia en realitat en un consell de 13 becaris, dels quals un era el mestre. Com a mestre, Chadwick es va esforçar per millorar la reputació acadèmica de la universitat. Va augmentar el nombre de beques de recerca de 31 a 49 i va intentar introduir talent a la universitat. Això va implicar decisions controvertides, com la contractació el 1951 del bioquímic xinès Tien-chin Tsao  i de l'economista d'origen hongarès Peter Bauer. En el que es va conèixer com la Revolta dels Camperols, els companys liderats per Patrick Hadley van votar fora del consell un vell amic de Chadwick i el van substituir per Bauer. Més amics de Chadwick van ser eliminats durant els anys següents, i es va retirar el novembre de 1958. Va ser durant el seu mestratge que Francis Crick, estudiant de doctorat a Gonville i Caius College, i James Watson van descobrir l'estructura de l'ADN.
A la dècada del 1970, Chadwick es va tornar més fràgil i poques vegades deixava el seu pis, tot i que va viatjar a Liverpool per a les celebracions del seu vuitanta aniversari. Ateu de tota la vida, no va veure cap motiu per adoptar la fe religiosa en la seva vida posterior. Va morir mentre dormia el 24 de juliol de 1974 a la ciutat de Cambridge.

## Honors
- Escollit membre de la Royal Society el 1927.[109]
- Medalla al Mèrit dels Estats Units,
- Pour le Mérite d'Alemanya.[108]
- Membre estranger de la Reial Acadèmia d'Arts i Ciències dels Països Baixos el 1946
- Membre internacional de l'American Philosophical Society el 1948.[110]
- Membre de l'Orde dels Companys d'Honor en els Honors d'Any Nou l'1 de gener de 1970 pels serveis a la ciència, i va anar al Palau de Buckingham per a la cerimònia d'investidura.
- L'any 1945 fou nomenat Cavaller per part del rei Jordi VI del Regne Unit.

## Llegat
- Els articles de Chadwick es conserven al Churchill Archives Center de Cambridge i són accessibles al públic.[111]
- El Laboratori Chadwick de la Universitat de Liverpool.[112]
- Sir James Chadwick Càtedra de Física Experimental, també a la Universitat de Liverpool. Anomenat l'any 1991 en el marc de les celebracions del centenari del seu naixement.[113]
- cràter a la lluna[114]
- James Chadwick Building, que acull part de l’Escola d'Enginyeria Química i Ciències Analítiques de la Universitat de Manchester.[115]
- Chadwick va ser descrit per la historiadora oficial de l'Autoritat d'Energia Atòmica del Regne Unit Lorna Arnold com un físic, un científic-diplomàtic i un home bo, savi i humà. [116]

## Recerca científica

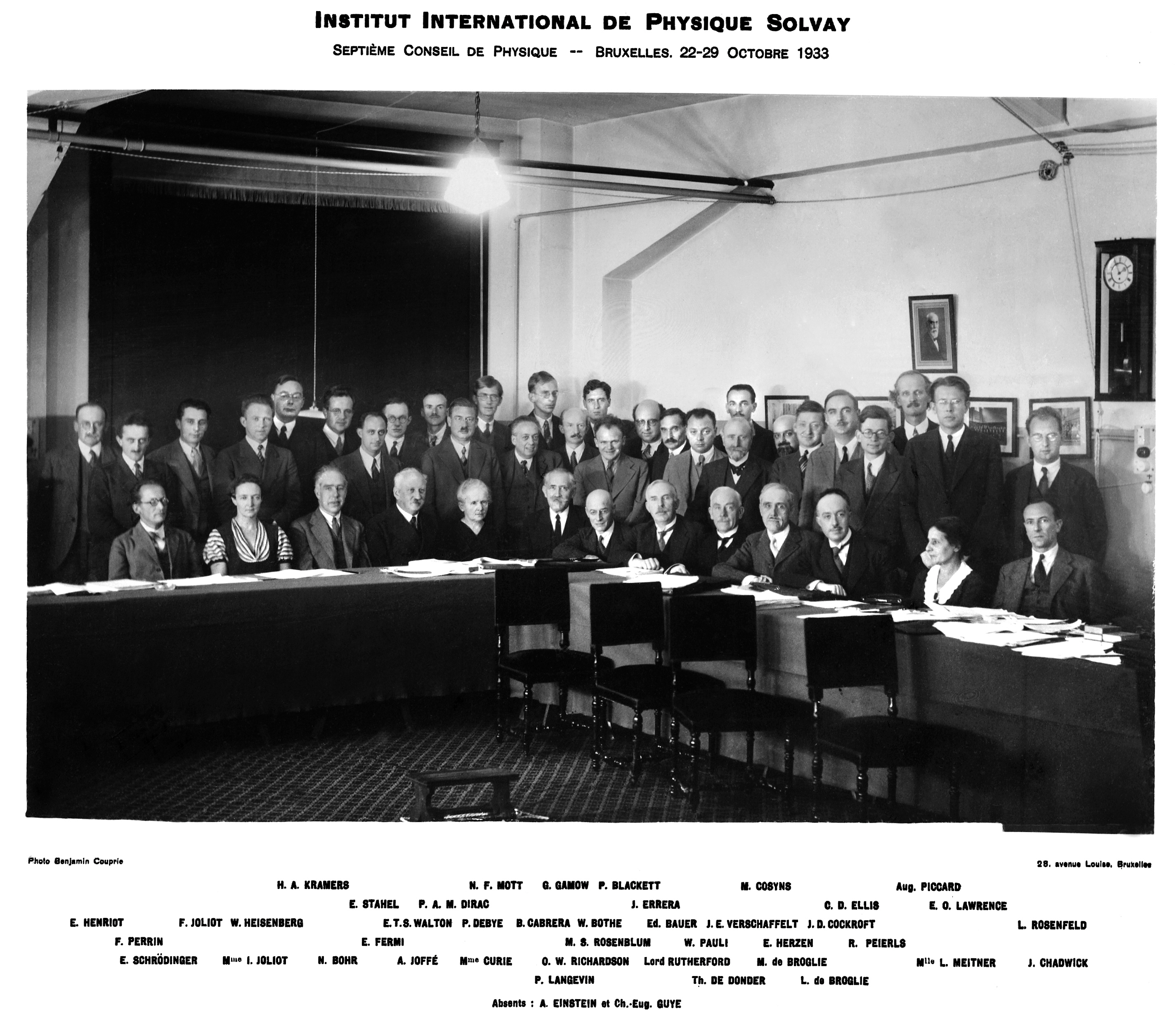
Primera Conferència Solvay de 1933. Podem veure James Chadwick el primer per l'esquerra de la primera fila assegut al costat de Lise Meitner

Durant la seva estada a la Universitat de Cambridge va treballar al costat d'Ernest Rutherford en investigacions sobre l'emissió de raigs gamma per a materials radioactius. Així mateix també van estudiar plegats la transmutació d'elements a través del bombardeig amb partícules alfa i van investigar la naturalesa del nucli atòmic.
Entre les seves aportacions científiques es troben el descobriment del neutró, realitzat l'any 1932, i pel qual fou guardonat l'any 1935 amb el Premi Nobel de Física, així com del triti, realitzat en col·laboració amb Mark Oliphant, Paul Harteck i Ernest Rutherford.
Va col·laborar en el projecte anglès de la bomba atòmica col·laborant amb el físic polonès Joseph Rotblat, així com posteriorment en el Projecte Manhattan i, des de 1946, va ser assessor de la Comissió de l'Energia Atòmica de les Nacions Unides.

## Reconeixements
En honor seu s'anomenà el cràter Chadwick de la Lluna, a part que una muntanya de les illes Svalbard duu el seu nom, el Chadwickryggen.